# 章恵太后
章恵太后（しょうけいたいごう、雍熙元年（984年） - 景祐3年11月4日（1036年11月24日））は、北宋の第3代皇帝真宗の側室。仁宗の養母で、章恵皇后の諡号が贈られた。姓は楊氏。

## 経歴
益州郫県の人。12歳で韓王趙恒（後の真宗）の邸に入り、側室となった。生まれた子供で長く生きた者はなかった。
真宗が即位すると、才人に封ぜられた。聡明で寛容な性格のため、劉美人（後の章献皇后）に重んじられた。大中祥符2年（1009年）正月に婕妤となり、大中祥符6年（1013年）正月に婉儀（従一品嬪）にいたった。劉氏の侍女李氏（後の李宸妃）が趙禎（後の仁宗）を産んだ際、李氏から取り上げられて劉氏の子とされたが、楊婉儀は劉氏に代わって撫育した。趙禎は劉氏を「大娘娘」、楊氏を「小娘娘」と呼んだ。大中祥符7年（1014年）、劉氏が皇后に立てられると、楊氏も淑妃となった。
真宗が崩ずると、遺詔により楊氏が皇太妃となった。劉太后が薨ずると、遺詔により太后と尊称され、仁宗と家事や国事を討議した。景祐元年（1034年）、「保慶」の徽号が贈られた。景祐3年（1036年）11月、崩じた。荘恵と諡された。慶暦4年（1044年）11月、夫の諡を重ねて「章恵」と改諡された。

## 伝記資料
- 『宋史』
- 『宋会要輯稿』